# Société des mines de Rarbou et Sakamody
 (mars 2025).
La Société des Mines de Rarbou et Sakamody exploitait d'importants gisements de zinc et plomb et d'antimoine au temps de l'Algérie coloniale.

## Histoire
Charles Delamare, ingénieur civil sorti de l'École polytechnique en 1873 est venu en Algérie à la fin de 1883, visita les environs d'Alger et estima la valeur qu'on pouvait tirer des gisements de zinc et plomb de Sakamody, sur les flancs abrupts de l'Atlas, à une altitude de 700 mètres, dont les premiers propriétaires avaient épuisé leurs ressources sans succès. 
En janvier 1885, les expéditions de minerais commencèrent et atteignirent 4 000 tonnes, puis 5 500 tonnes en 1886, 8000 en 1887 et 9 000 tonnes en 1888, dont la valeur, d'après les cours de cette année-là, en forte hausse, atteint un million de francs. La mine de Rarbou a cessé d'être exploitée en 1886. En 1890, la compagnie décide d'acheter la mine de Rarba exploitée  par la Vieille-Montagne belge. 
Huit chaudières fournissent la vapeur aux diverses machines d'extraction, d'épuisement, de broyage et de lavage et 300 personnes travaillent sur le site, dont la moitié d'européens, effectif qui monte à 400 en 1894. Via le transport à dos de mulets puis le train à Gué-de-Constantine, les minerais gagnent le port d'Alger par la voie ferrée. 
En 1911, la Société des Mines de Rarbou et Sakamody, soutenue financièrement par la banque Beer, Sondheimer et Cie, basée à Francfort, reprend le gisement d'antimoine du Djebel Hammimat.